# Kyle Larson
Kyle Miyata Larson (* 31. Juli 1992 in Sacramento, Kalifornien) ist ein US-amerikanischer Automobilrennfahrer.

## Karriere

### Anfänge

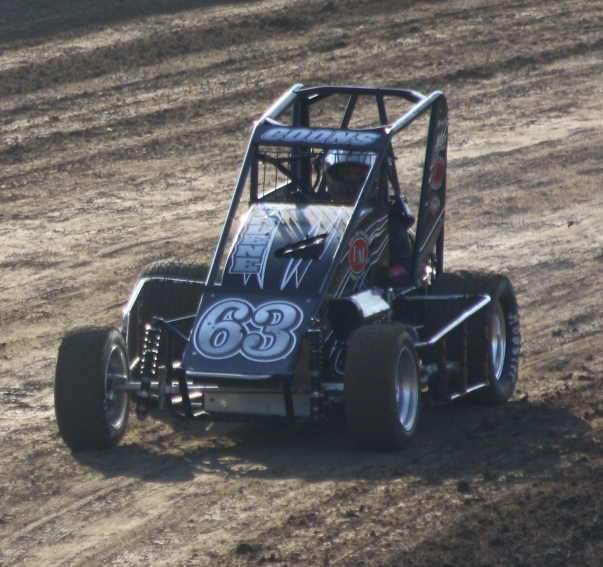
Larson 2012 in einem Midget-Cars

Kyle Larsen lebte in den ersten Jahren seines Lebens in Elk Grove. Seine Eltern nahmen ihn bereits im ersten Jahr seines Lebens mit an die Rennstrecke. Im Alter von sieben Jahren begann Larson mit dem Kartsport. Als Teenager fuhr er Open-Wheel-Fahrzeuge, unter anderem in den Serien USAC Midget-Cars und Silver Crown. Er startete für Keith Kunz Motorsports und Hoffman Racing mit der Unterstützung von Toyota.
2011 gewann Larson die 4-Crown Nationals auf dem Eldora Speedway, wobei er erst als zweiter Fahrer überhaupt bei einer Veranstaltung mit allen drei Typen der USAC-Fahrzeugen gewinnen konnte. Seit 2010 hält Larson den Rundenrekord in einem Sprint Car auf dem Ocean Speedway in Watsonville. 2012 gewann er sechs USAC National Midget Rennen.

### NASCAR

#### Touring Series

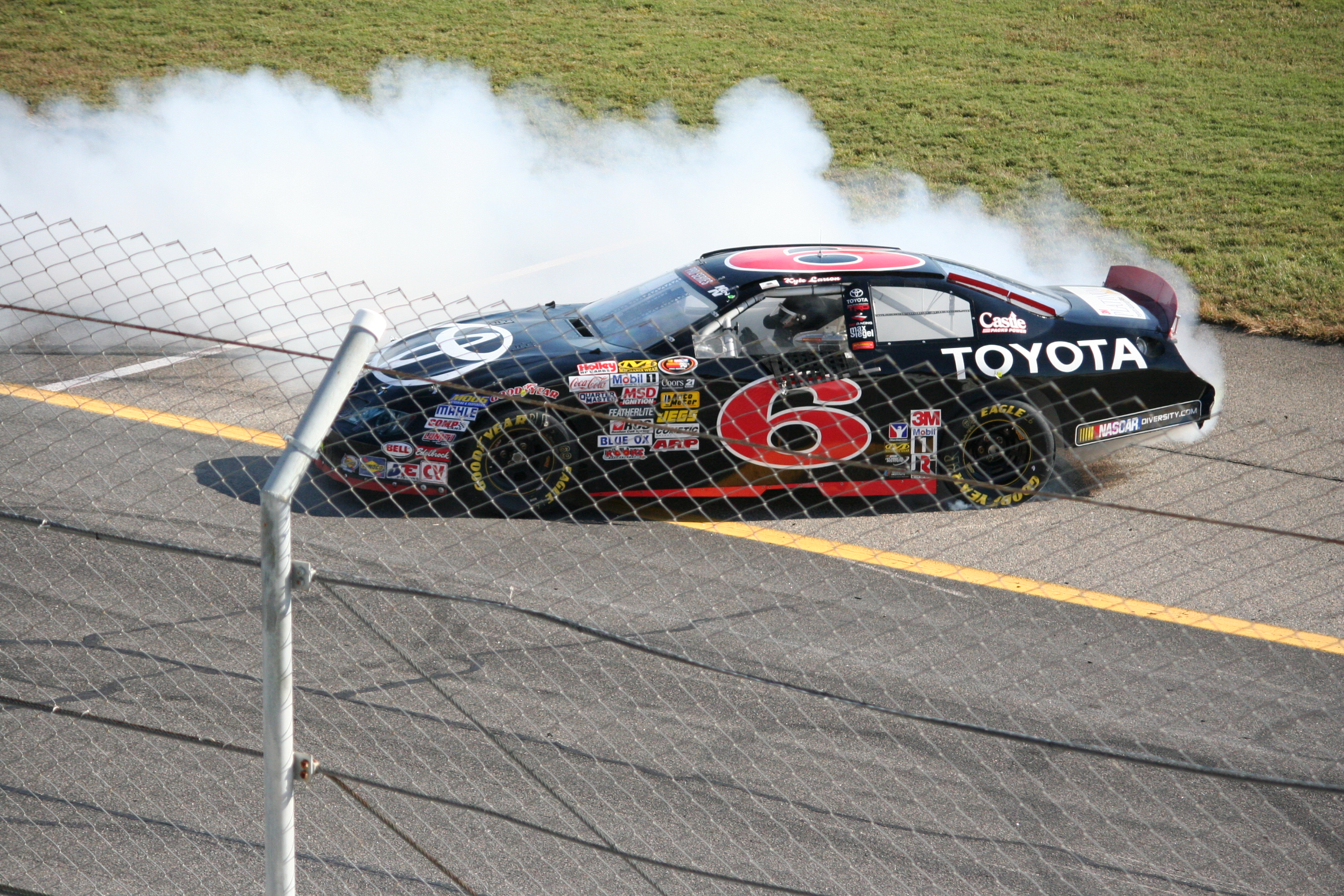
Larsons K&N Pro Series East Championship-Auto 2012

Larson zeigte Interesse an der Indy Car Series, er wurde 2012 von Earnhardt Ganassi Racing (EGR) in das Förderprogramm aufgenommen. Im Februar 2012 debütierte er zum ersten Mal in einem Stockcar und er gewann das Rennen auf dem New Smyrna Speedway. Eine Woche später siegte er an gleicher Stelle erneut in der World Series of Asphalt.
EGR platzierte Larson für die Saison 2012 bei Revolution Racing in der NASCAR K&N Pro Series East, wo er in den ersten Rennen eine Platzierung in den besten Zehn herausfahren konnte. Beim fünften Rennen der Saison gelang ihm die erste Pole-Position. Im darauffolgenden Rennen im Gresham Motorsports Park konnte er seinen ersten NASCAR-Sieg feiern. Im selben Jahr gab Larson das Debüt in der ARCA Racing Series. Er ging für Eddie Sharp Racing auf dem Michigan International Speedway an den Start und belegte den 13. Rang. Larson kehrte 2014 in die ARCA-Serie zurück und gewann in Pocono aus der Pole-Position.

#### Truck und Nationwide Series

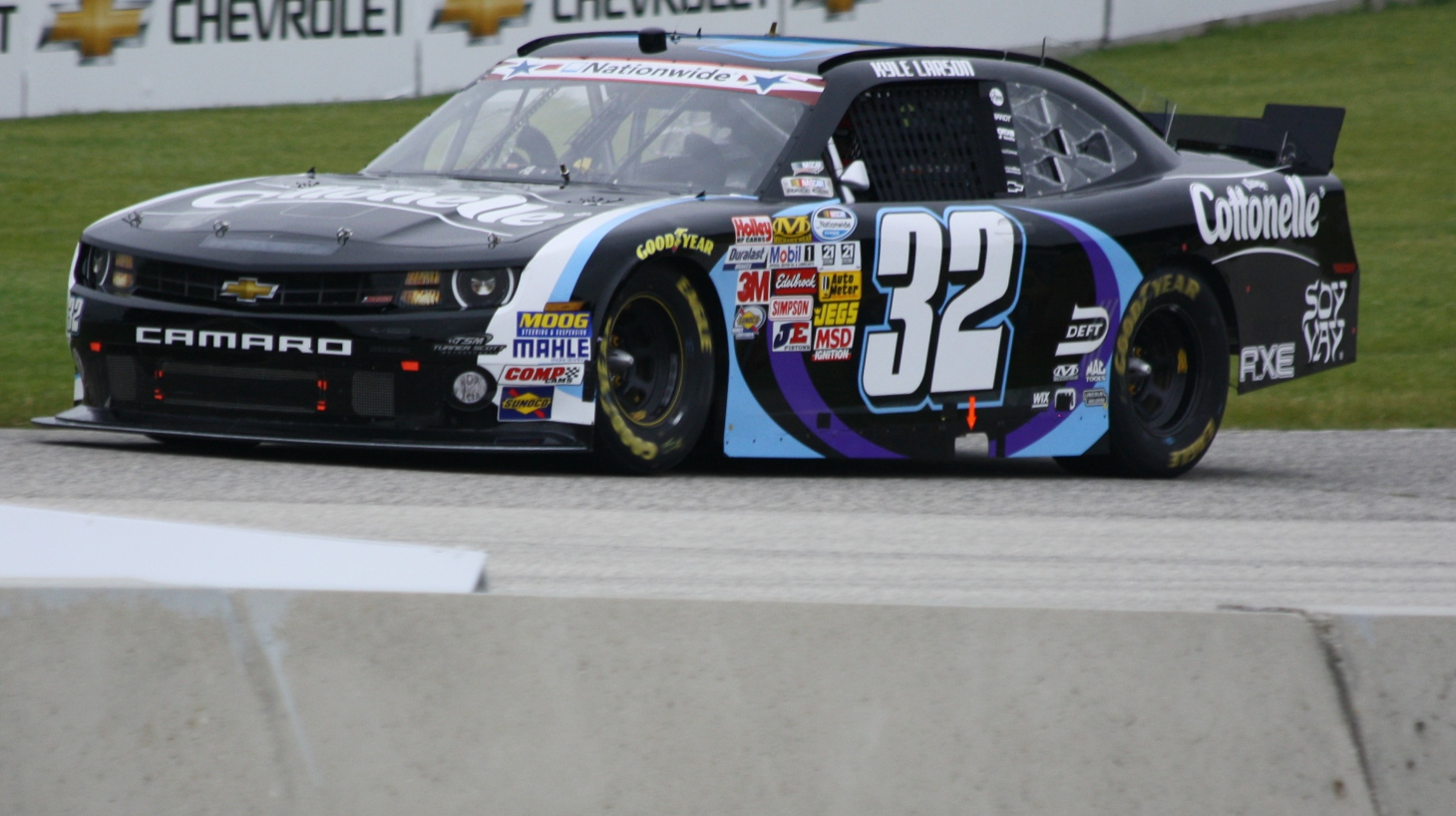
2013 in Road America im Nationwide-Series-Fahrzeug

Im Juni 2012 gab Larson seinen Einstand in der Camping World Truck Series, als er mit der Startnummer 4 für Turner Motorsport auf dem Kentucky Speedway antrat. Auch hier konnte er sein erstes Rennen in den besten zehn Plätzen abschließen.
In seinem ersten Jahr konnte Larson den Titel in der NASCAR K&N Pro Series East einfahren. Dabei gelangen ihm insgesamt zwei Siege und zwölf Top-Ten-Platzierungen in 14 Rennen. Damit hatte er Corey LaJoie, trotz dessen fünf Siegen, in der Meisterschaft hinter sich gelassen. Am Ende der Saison war er zum Rookie of the Year gekürt worden.
Auf die Saison 2013 hin wechselte Larson zu Turner Scott Motorsports in die Nationwide Series. Er gab sein Debüt auf dem Daytona International Speedway beim DRIVEFORCOPD-300-Rennen. Dort war er in einen schweren Unfall in der letzten Runde verwickelt. Während die Fahrzeuge sich dem Ziel näherten, versuchte Regan Smith den herannahenden Brad Keselowski zu blockieren, dabei kam es zu einer Massenkarambolage. Larsons Fahrzeug hob ab und schleuderte mit der Frontpartie in den Fangzaun. Er selbst blieb bei diesem Unfall unverletzt, jedoch wurden 28 Zuschauer von herumfliegenden Trümmerteilen getroffen und mussten teils schwer verletzt hospitalisiert werden.
Larson gewann im April 2013 sein erstes Truck-Rennen. Auf dem Rockingham Speedway bezwang er Joey Logano in einem engen Zweikampf. Beim Mudsummer Classic auf dem Eldora Speedway konnte er den zweiten Platz belegen. In der Nationwide Series, beim Nationwide Children's Hospital 200 auf dem Mid-Ohio Sports Car Course, landete er nach Kontakt mit einem anderen Fahrer in einem Reifenstapel. Nach einer Reparatur an den Boxen lag er drei Runden zurück, doch es gelang ihm, sich während des Rennens wieder in die Führungsrunde zu kämpfen. Larson beendete das Rennen auf dem 14 Rang.
Auf dem Homestead-Miami Speedway beim Ford EcoBoost 300 gelang Larson beinahe der erste Sieg in der Nationwide Series. Zwei Runden vor Schluss brachen aber seine Reifen ein, Brad Keselowski konnte ihn kurz vor dem Ziel noch überholen.
Nach Abschluss der Saison zeichnete man Larson mit dem NASCAR Rookie of the Year Award der Nationwide Series 2013 aus.
Am 22. März 2014 konnte Larson beim Treatmyclot.com 300 seinen ersten Nationwide-Series-Sieg feiern. Nach dem Rennen meinte er: „Die letzten elf, zwölf Runden waren die längsten Runden meines Lebens. Ich war so oft so nahe an einem Sieg, aber die Art in der wir es geschafft haben war sehr speziell.“ Am 24. Mai gewann Larson seinen zweiten Nationwide-Series-Sieg beim History 300.

#### NASCAR Cup Series mit Chip Ganassi Racing
Am 30. August 2013 meldete der The Charlotte Observer, dass Larson ab 2014 den Wagen mit der Startnummer 42 für Chip Ganassi Racing im Sprint Cup fahren und somit Juan Pablo Montoya ersetzen werde. Am 1. Oktober 2013 ließ man verlauten, dass Larson 2013 zwei Rennen für Phoenix Racing im Sprint Cup fahren kann, um sich so auf seine Rookie-Saison vorbereiten zu können. Bei seinem Debüt beim Bank of America 500 startete er von Position 21 und schied in Runde 247 nach einem Motorschaden aus, was ihn auf den 37. Schlussrang bei seinem Einstand brachte. Beim zweiten Einsatz 2013 im Sprint Cup wurde er nach erneutem Motorschaden 42. auf dem Martinsville Speedway. Am 3. November bekam er beim AAA Texas 500 nochmals eine Chance ein Rennen zu fahren. Bei diesem Rennen auf dem Texas Motor Speedway konnte er sich den 23. Rang sichern. Zudem fuhr er beim Saisonfinale in Homestead auf den 15. Rang.
Beim Daytona 500 2014 berührte Larson zweimal die Mauer. Nach Reparaturarbeiten an seinem Auto löste er in der 24. Runde die erste Gelbphase aus wegen eines Dreher. Schlussendlich erreichte er den 38. Rang im Klassement. Beim Green-White-Checker-Finish konnte er fünf Positionen in der ersten Runde gut machen. Larson schloss in den letzten Runde des Rennens auf Leader Kyle Busch auf konnte ihn aber nicht überholen, er belegte den zweiten Platz. Im Training für das Toyota Owners 400 auf dem Richmond International Raceway erzielte Larson eine Durchschnittsgeschwindigkeit von 126,880 Meilen pro Stunde (204,19 km/h). Da die Qualifikation musste wegen Regens abgesagt werden. So startete Larson von der Pole-Position, da er der schnellste im Training war. Im Rennen drehte sich Larson bereits in der ersten Kurve nach einer Kollision mit Clint Bowyer. Von Position 29 aus gestartet, belegte Larson in Talladega den neunten Rang. Beim Pocono 400 startete er als 14. und war das ganze Rennen in den besten 10 Plätzen zu finden. Er sammelte seine ersten sieben Führungsrunden im Sprint Cup und kam auf dem fünften Platz ins Ziel. In Michigan drehte sich Larson in Runde sieben. Danach kämpfte er sich wieder nach vorne und kam innerhalb von 33 Runden von Position 43 auf Position sieben vor. Während des Rennens konnte er zwei Führungsrunden sammeln. Gegen Ende des Rennens, während er in siebter Position fuhr, blockte er seinen Förderer Tony Stewart. Dabei kam es zur Koillision und Stewart beschädigte seinen Kühlergrill. Trotz des Scharmützels mit Stewart kam Larson in der Schlussklassierung auf den 8. Rang. Larson konnte in Pocono, mit neuem Rundenrekord, seine erste Sprint-Cup-Pole-Position herausfahren.
Im 2015 verpasste Larson das erste Rennen in Martinsville, weil er bei einer Autogrammstunde wegen Dehydrierung ohnmächtig wurde. Er war aus dem Chase for the Cup ausgeschieden, insgesamt belegte er zwei Top-5- und 10 Top-10-Platzierungen und wurde 19. in der Gesamtwertung.
Beim Pure Michigan 400 2016 gewann Larson sein erstes NASCAR Cup Series-Rennen. Mit diesem Sieg qualifizierte er sich für das Chase for the Cup dieser Saison, wo er in der Challenger Round ausschied und die Saison auf dem neunten Rang beendete.
Larson erzielte in der NASCAR Cup Series 2017 vier Siege. Er gewann in Fontana, die beiden Rennen in Michigan und Richmond, dazu kamen acht zweite Plätze. Während der Playoffs erlitt er jedoch einen Ausfall in Kansas, schied in der zweiten Runde der Postseason aus und beendete die Meisterschaft mit 15 Top-Fünf-Platzierungen auf dem achten Gesamtrang.
2018 erreichte Larson die zweite Runde der Postseason und wurde Neunter in der Meisterschaft, er erreichte 12 Top-5-Platzierungen.
In der folgenden Saison erreichte Larson die dritte Runde der Playoffs, gewann in Dover und wurde Siebter mit acht Top-5-Platzierungen.
In den ersten vier Rennen der NASCAR Cup Series 2020 erreichte Larson drei Platzierungen unter den ersten zehn Rangierungen, darunter als bestes Resultat ein vierter Platz. Bei einem virtuellen iRacing-Rennens wurde er in eine Kontroverse verwickelt, da er im Voice-Chat eine rassistische Äußerung machte. Die NASCAR-Organisation entschied, ihn auf unbestimmte Zeit zu sperren. Sponsoren wie McDonald’s, CreditOne Bank und Chevrolet beendeten ihre Geschäftsbeziehungen mit Larson und Chip Ganassi Racing kündigte seinen Fahrervertrag. Um in den NASCAR-Rennsport zurückzukehren, musste Larson ein Sensiblilisierungstraining absolvieren. Am 20. Oktober wurde bekannt gegeben, dass die NASCAR Larsons Wettbewerbsprivilegien mit Wirkung vom 1. Januar 2021 wieder herstellt.

#### NASCAR Cup Series mit Hendrick Motorsports
Hendrick Motorsports heuerte Larson für den NASCAR Cup 2021 an. Im vierten Rennen in Las Vegas erzielte er seinen ersten Saisonsieg. Er gewann das Coca-Cola 600, die beiden Rennen in Sonoma und Nashville, dann das All-Star Race in Texas und das Rennen in Watkins Glen. In den Playoffs siegte er in Bristol, Charlotte, Texas, Kansas und in Phoenix. Mit insgesamt 10 Siegen sicherte sich Larson seinen ersten Fahrer-Meistertitel in der NASCAR Cup Series.

### Motorsport allgemein
Am 4. Januar 2014 gab Chip Ganassi Racing bekannt, dass Larson beim 24-Stunden-Rennen von Daytona an den Start geht. Er saß im Fahrzeug mit der Startnummer 02 zusammen mit Scott Dixon, Tony Kanaan und Marino Franchitti. Bei seinem Debüt beim 24-Stunden-Rennen ging ihm einmal der Motor aus und er erhielt eine Strafe für zu schnelles Fahren in der Boxengasse. Larson gewann die 24 Stunden von Daytona 2015 mit Chip Ganassi Racing.
Im Jahr 2024 startete Larson beim 500-Meilen-Rennen von Indianapolis für das Team Arrow McLaren. Er beendete das Rennen auf dem 18. Platz und absolvierte die gesamten 200 Runden.

## Persönliches
Larsons Mutter ist japanischstämmige Amerikanerin. Seine Eltern waren zeitweise in einem Internierungscamp für Japaner untergebracht. Larson ist verheiratet mit Katelyn Larson, der Schwester des NASCAR-Fahrers Brad Sweet. Aus der Ehe sind bis anhin drei Kinder hervorgegangen.

## Statistik

### NASCAR
Schlüssel (Fett - Pole-Position durch die Zeit. kursiv - Pole-Position durch den Punktestand. * – Meiste Führungsrunden. **Nicht berechtigt für Punkte in dieser Serie)

#### Sprint Cup Series
| 2013 | Phoenix Racing      | 51 | Chevy | DAY    | PHO    | LVS    | BRI    | CAL   | MAR    | TEX   | KAN   | RCH    | TAL   | DAR    | CLT    | DOV    | POC   | MCH   | SON    | KEN    | DAY    | NHA   | IND   | POC    | GLN   | MCH    | BRI    | ATL   | RCH    | CHI   | NHA   | DOV   | KAN   | CLT 37 | TAL    | MAR 42 | TEX 23 | PHO    | HOM 15 | 57. | 0**  |
| 2014 | Chip Ganassi Racing | 42 | Chevy | DAY 38 | PHO 20 | LVS 19 | BRI 10 | CAL 2 | MAR 27 | TEX 5 | DAR 8 | RCH 16 | TAL 9 | KAN 12 | CLT 18 | DOV 11 | POC 5 | MCH 8 | SON 28 | KEN 40 | DAY 36 | NHA 3 | IND 7 | POC 11 | GLN 4 | MCH 43 | BRI 12 | ATL 8 | RCH 11 | CHI 3 | NHA 2 | DOV 6 | KAN 2 | CLT 6  | TAL 17 | MAR 30 | TEX 7  | PHO 13 | HOM 13 | 17. | 1080 |

#### Nationwide Series
| 2013 | Turner Scott Motorsports | 32 | Chevy | DAY 13 | PHO 13 | LVS 32 | BRI 2 | CAL 6 | TEX 32 | RCH 8 | TAL 38 | DAR 6  | CLT 4 | DOV 10 | IOW 5 | MCH 2  | ROA 7 | KEN 7 | DAY 6 | NHA 14 | CHI 12 | IND 11 | IOW 5 | GLN 32 | MOH 14 | BRI 5  | ATL 5 | RCH 14 | CHI 32 | KEN 33 | DOV 2 | KAN 30 | CLT 13 | TEX 9  | PHO 32 | HOM 2* | 8.  | 995 |
| 2014 | Turner Scott Motorsports | 42 | Chevy | DAY 10 | PHO 4  | LVS 3  | BRI 2 | CAL 1 | TEX 3  | DAR 6 | RCH 4  | TAL 30 | IOW   | CLT 1  | DOV 6 | MCH 8* | ROA   | KEN 9 | DAY 5 | NHA 4  | CHI 3  | IND 8  | IOW   | GLN 15 | MOH    | BRI 26 | ATL 3 | RCH 13 | CHI 2  | KEN    | DOV 6 | KAN 30 | CLT 5  | TEX 12 | PHO 13 | HOM 3* | 79. | 0** |

#### Camping World Truck Series
| 2012 | Turner Motorsport        | 4  | Chevy | DAY | MAR | CAR    | KAN | CLT | DOV | TEX | KEN 10 | IOW | CHI    | POC    | MCH | BRI | ATL 6 | IOW | KEN | LVS | TAL | MAR | TEX | PHO 2 | HOM 27* | 35.  | 134 |
| 2013 | Turner Scott Motorsports | 30 | Chevy | DAY | MAR | CAR 1* | KAN | CLT | DOV | TEX | KEN    | IOW | ELD 2  | POC    | MCH | BRI | MSP   | IOW | CHI | LVS | TAL | MAR | TEX | PHO   | HOM     | 85th | 0** |
| 2014 | Turner Scott Motorsports | 32 | Chevy | DAY | MAR | KAN    | CLT | DOV | TEX | GTW | KEN    | IOW | ELD 26 | POC 18 | MCH | BRI | MSP   | CHI | NHA | LVS | TAL | MAR | TEX | PHO   |         | 84.  | 0** |
| 2014 | Turner Scott Motorsports | 42 | Chevy |     |     |        |     |     |     |     |        |     |        |        |     |     |       |     |     |     |     |     |     |       | HOM 2*  | 84.  | 0** |

#### 24-Stunden-Rennen von Daytona
| 2014 | P | 02 | Chip Ganassi Racing | Ford Riley DP     | Scott Dixon Tony Kanaan Marino Franchitti | 667 | DNF (15) | DNF (8) |
| 2015 | P | 02 | Chip Ganassi Racing | Riley MkXXVI-Ford | Scott Dixon Tony Kanaan Jamie McMurray    | 740 | 1        | 1       |